# Eeserveen
Eeserveen (52° 52′ N, 6° 46′ L) é uma cidade dos Países Baixos, na província de Drente. Eeserveen pertence ao município de Borger-Odoorn, e está situada a 14 km, a noroeste de Emmen.
A área de Eeserveen, que também inclui as partes periféricas da cidade, bem como a zona rural circundante, tem uma população estimada em 150 habitantes.